# Kerk van Zuidwolde
De Kerk van Zuidwolde behoort tot de oudste kerken in de provincie Groningen en dateert uit de elfde eeuw.
Van oorsprong is het een Romaans gebouw, opgetrokken in tufsteen. In de 13e eeuw werd de kerk vergroot, waarbij bakstenen werden gebruikt. Bij een verbouwing in de 16e eeuw werd een deel van het tufsteen vervangen door baksteen. De toren uit de twaalfde eeuw is nog vrijwel geheel van tufsteen, met uitzondering van het bovenste gedeelte, dat later werd gebouwd. De toren heeft een bijzondere reeks nissen. De onderste reeks bestaat uit vier grote nissen met in het midden een rondboogvenster. Daarboven komt een reeks van zeven kleinere nissen en daar weer boven is een laag van negen, nog weer kleinere, nissen te zien. Ook de kerktorens van Bedum, Doezum en Vries vertonen een dergelijk patroon.
De oude klok uit de toren werd tijdens de Tweede Wereldoorlog door de Duitsers geroofd. De nieuwe klok draagt de teksten: Ik zal voortzetten het werk van de oude klok van 1638; geroofd door de Duitschers in 1943 en Luiden wil ik voor de dooden, levenden ter kerke noden.
Het portaal naar de toren dateert uit de 17e eeuw evenals de preekstoel, de herenbanken, het doophek en de avondmaaltafel die na een verbouwing halverwege de 17e eeuw werden aangeschaft.
In 1854 werd de kerk ingekort om de weg langs het Boterdiep in Zuidwolde te verbreden. Ook werd het gebouw toen geheel bepleisterd. De oude deels van tufsteen en deels van baksteen vervaardigde muren werden hierdoor aan het zicht onttrokken.
In 1975 werd de kerk overgedragen aan de Stichting Oude Groninger Kerken. Bij een restauratie in 1999 werden 27 onbekende grafstenen ontdekt. Opmerkelijk was dat ze vrijwel gelijkvormig waren, en ten dele zonder enig opschrift. Twee van deze grafstenen zijn na de restauratie zichtbaar gehouden; de overige bevinden zich onder de nieuw gelegde vloer. De zichtbaar gebleven zerken zijn van de in 1632 overleden predikant Andreas Straetman en van de in 1646 overleden Elsien Straetmans.
Het orgel van de kerk dateert uit 1817 en werd gebouwd door Nicolaus Anthony Lohman en uitgebreid door de orgelbouwers Petrus van Oeckelen en Jan Doornbos. In 2009 werd besloten het orgel ingrijpend te restaureren. Sinds mei 2010 kan het orgel weer worden bespeeld.

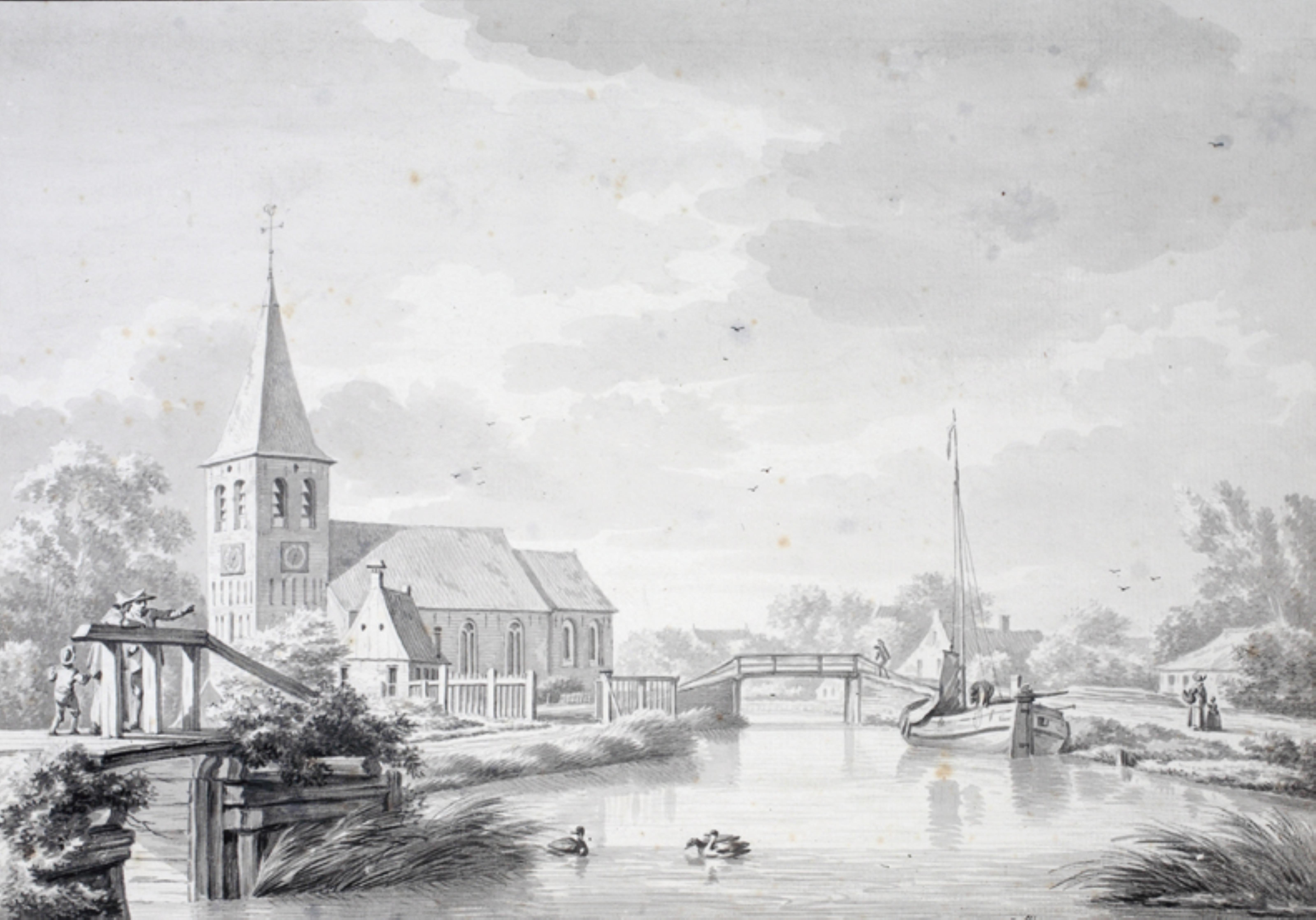
Gezicht op Zuidwolde in 1773 door Jan Bulthuis met links op de achtergrond de kerk voor de inkorting van 1854
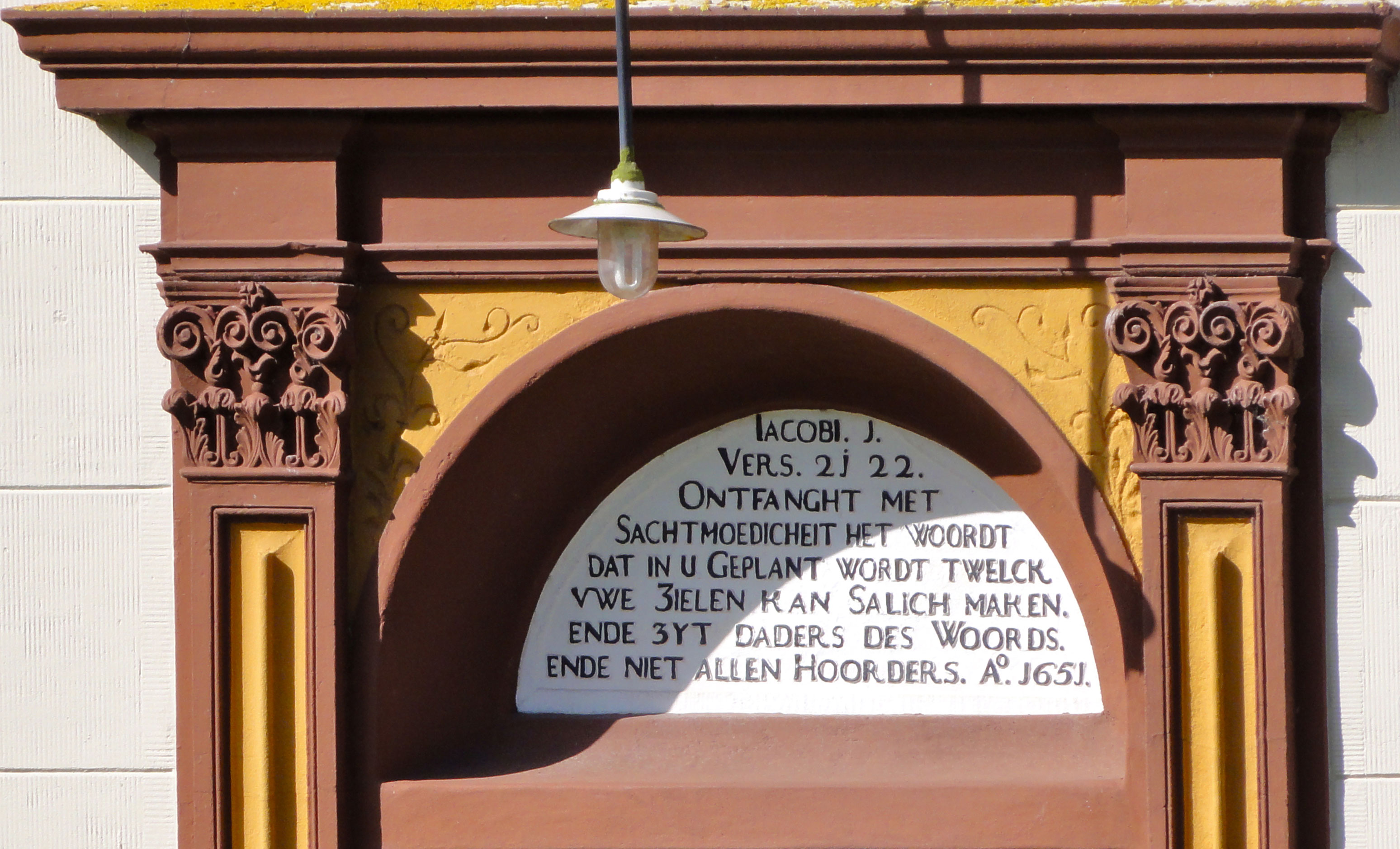
Steen ter herinnering aan de verbouwing van 1651
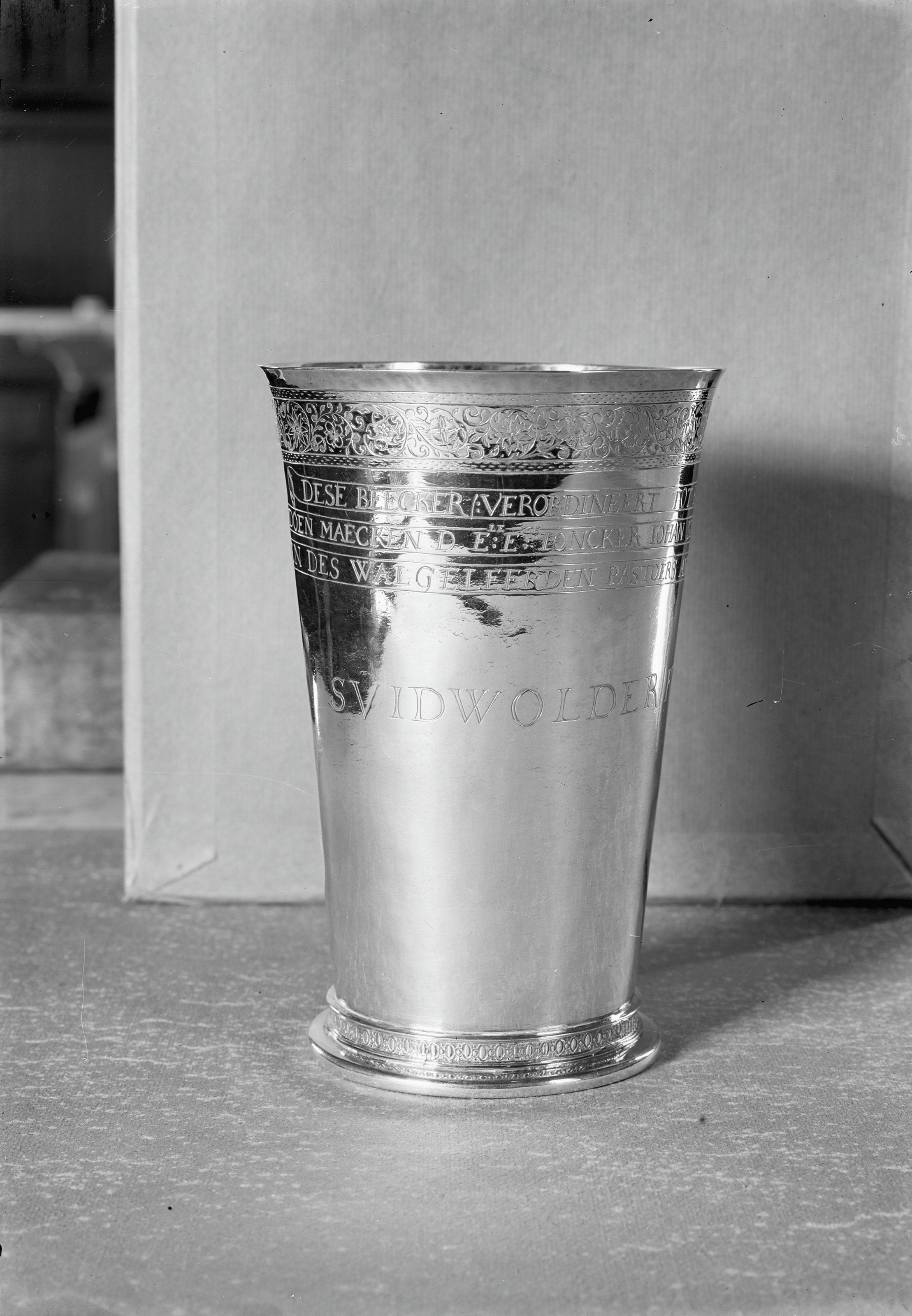
Zilveren avondmaalsbeker van de kerk van Zuidwolde met daarin gegraveerd de naam van Joncker Johan Sickinghe, rond 1596 hoofdeling van Zuidwolde